# The Looming Tower
The Looming Tower è una miniserie televisiva statunitense del 2018 basata sul libro di Lawrence Wright, Le Altissime Torri.
Le dieci puntate sono state trasmesse dal 28 febbraio al 18 aprile 2018 su Hulu, mentre in Italia sono state pubblicate settimanalmente su Amazon Video dal 9 marzo all'11 maggio 2018.

## Trama
La serie traccia la crescente minaccia di Osama bin Laden e Al-Qaeda alla fine degli anni '90 e come la rivalità tra l'FBI e la CIA in quel periodo possa aver inavvertitamente posto la via per la tragedia dell'11 settembre 2001.

## Puntate
| n° | Titolo originale            | Titolo italiano              | Prima TV USA     | Pubblicazione Italia |
| -- | --------------------------- | ---------------------------- | ---------------- | -------------------- |
| 1  | Now it Begins…              | L'inizio…                    | 28 febbraio 2018 | 9 marzo 2018         |
| 2  | Losing My Religion          | Perdere la fede              | 28 febbraio 2018 | 16 marzo 2018        |
| 3  | Mistakes Were Made          | Gli errori commessi          | 28 febbraio 2018 | 23 marzo 2018        |
| 4  | Mercury                     | Mercurio                     | 7 marzo 2018     | 30 marzo 2018        |
| 5  | Y2K                         | Anno 2000                    | 14 marzo 2018    | 6 aprile 2018        |
| 6  | Boys at War                 | Ragazzi in guerra            | 21 marzo 2018    | 13 aprile 2018       |
| 7  | The General                 | Il generale                  | 28 marzo 2018    | 20 aprile 2018       |
| 8  | A Very Special Relationship | Una relazione molto speciale | 4 aprile 2018    | 27 aprile 2018       |
| 9  | Tuesday                     | Martedì                      | 11 aprile 2018   | 4 maggio 2018        |
| 10 | 9/11                        | 9/11                         | 18 aprile 2018   | 11 maggio 2018       |

## Personaggi e interpreti

### Principali
- Ali Soufan, interpretato da Tahar Rahim
- John P. O'Neill, interpretato da Jeff Daniels
- Martin Schmidt, interpretato da Peter Sarsgaard
- Diane Priest, interpretata da Wrenn Schmidt
- Richard A. Clarke, interpretato da Michael Stuhlbarg
- Robert Chesney, interpretato da Bill Camp
- Floyd Bennet, interpretato da Sullivan Jones
- Kathy Shaughnessy, interpretata da Virginia Kull
- Vince Stuart, interpretato da Louis Cancelmi

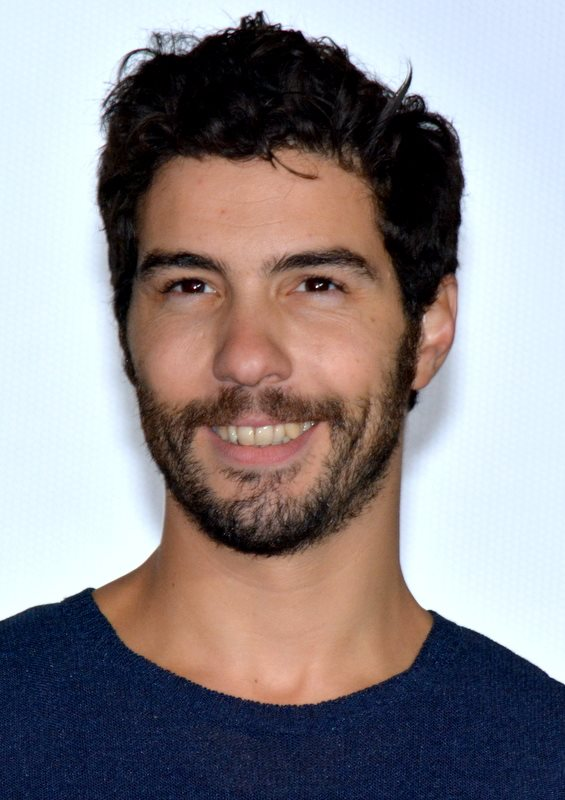
Tahar Rahim
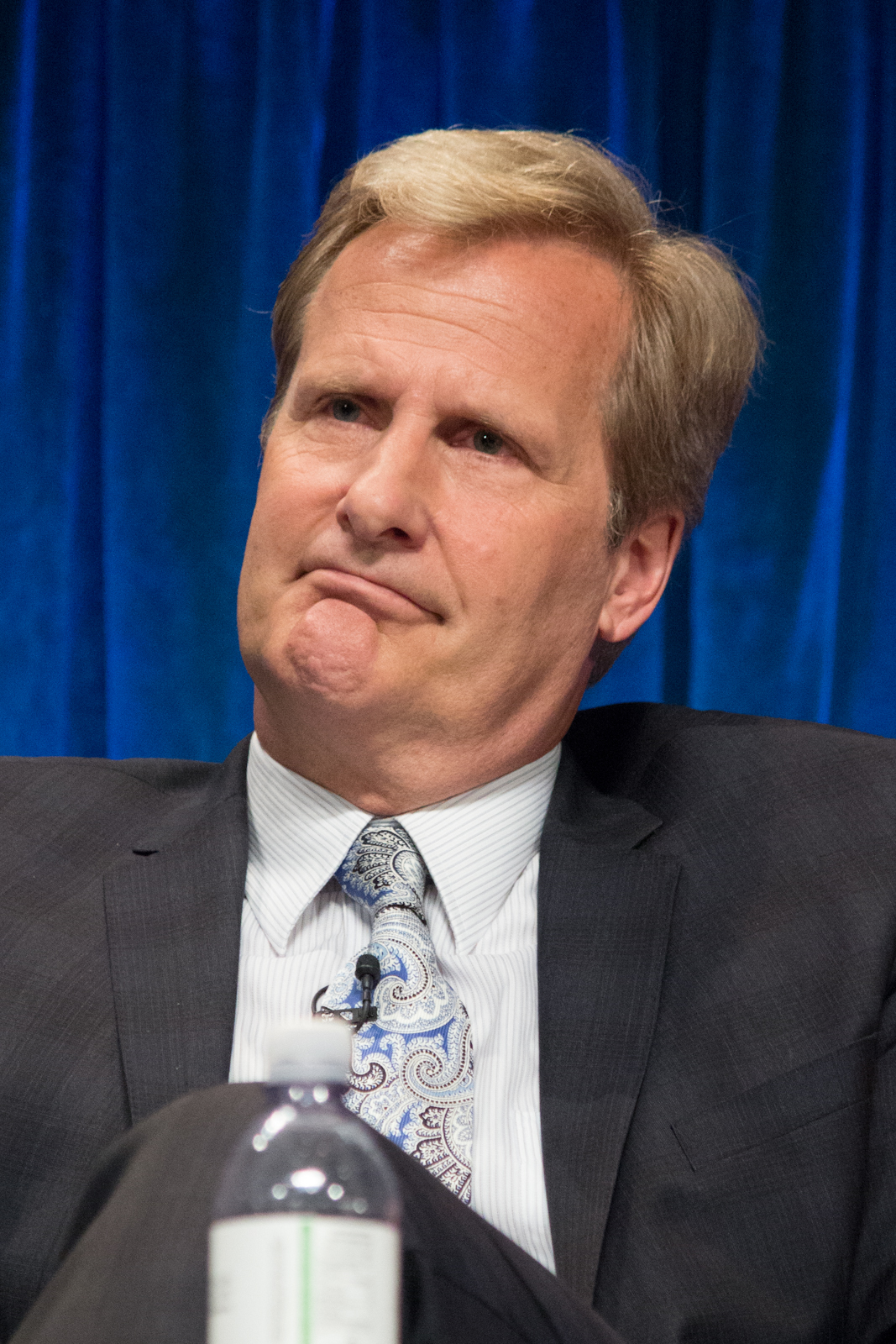
Jeff Daniels
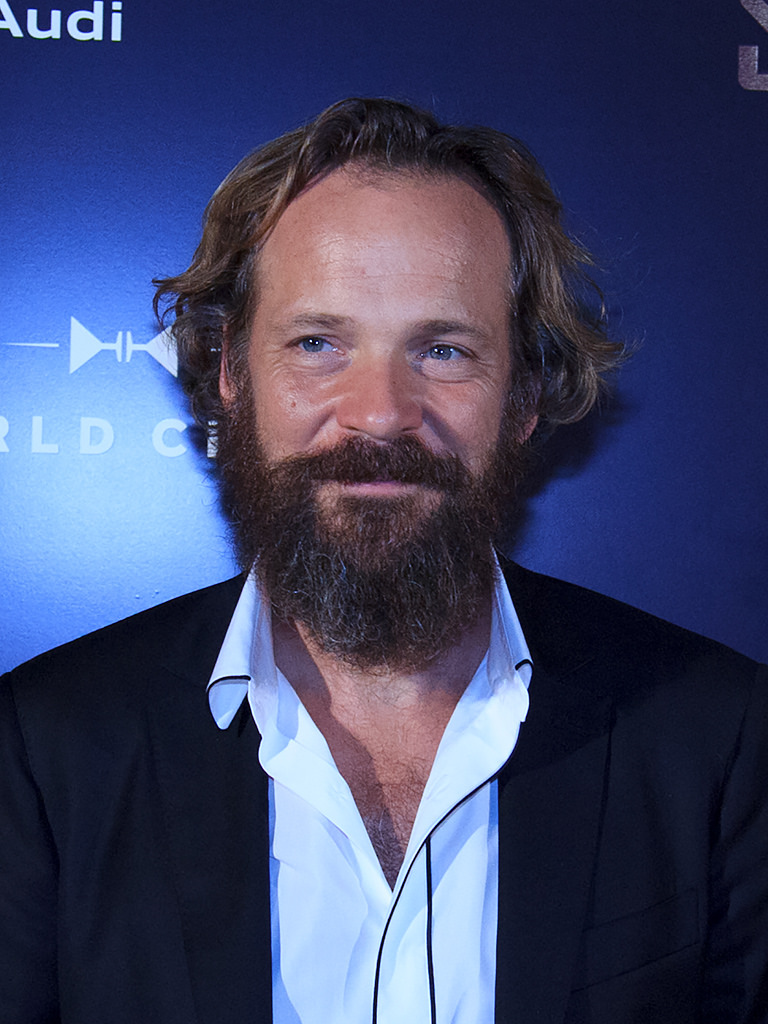
Peter Sarsgaard
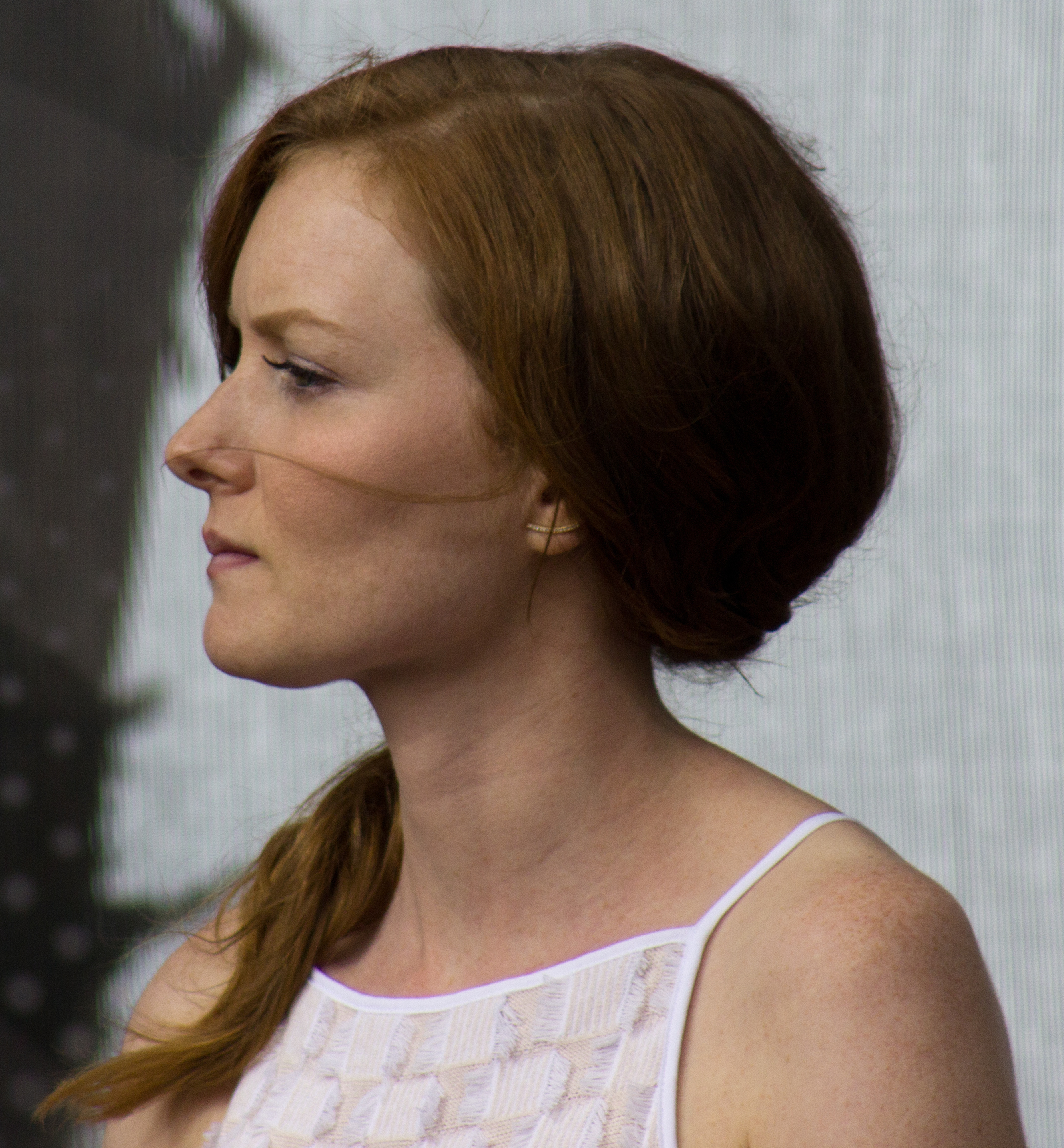
Wrenn Schmidt
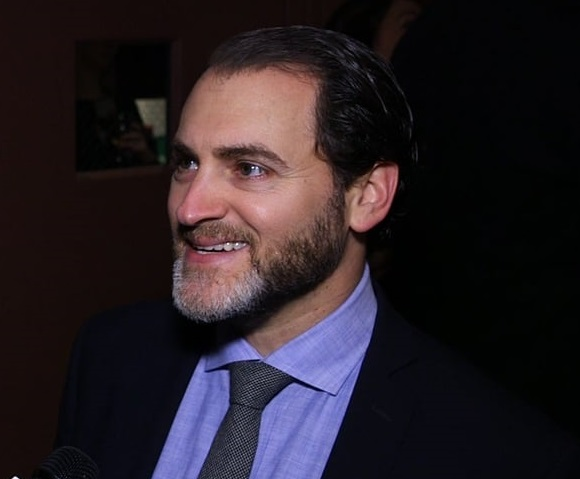
Michael Stuhlbarg

### Guest star
- George Tenet, interpretato da Alec Baldwin
- Heather, interpretata da Ella Rae Peck
- Mary Jo White, interpretata da Jennifer Dundas
- Larry Silverstein, interpretato da Stewart Steinberg
- Comandante Kirk Lippold, interpretato da Donald Sage Mackay

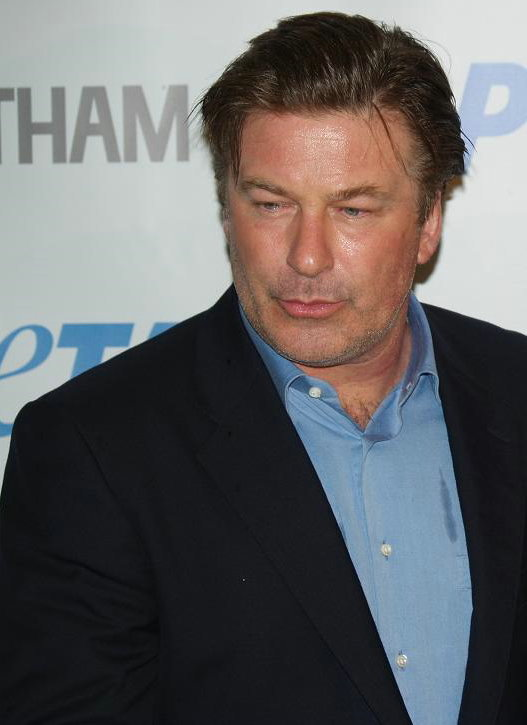
Alec Baldwin

## Produzione

### Sviluppo
Nel settembre 2016 Hulu ordinò una serie basata sul libro The Looming Tower: Al-Qaeda and the Road to 9/11 di Lawrence Wright, prodotta dalla Legendary Television con Dan Futterman, Alex Gibney e Lawrence Wright. L'ordine era per dieci episodi che dovevano andare in onda nel 2017. In seguito è stato annunciato che Craig Zisk sarebbe stato produttore esecutivo e che avrebbe anche diretto la miniserie.

### Casting
Nel gennaio 2017 è stato annunciato che Tahar Rahim era stato scelto per interpretare Ali Soufan. Nel febbraio 2017 Michael Stuhlbarg e Bill Camp sono stati annunciati per interpretare rispettivamente Richard A. Clarke e Robert Chesney. Nel marzo 2017 Jeff Daniels venne scelto per il ruolo di John P. O'Neill. Lo stesso mese fu annunciato che Sullivan Jones, Virginia Kull, Louis Cancelmi, Peter Sarsgaard e Wrenn Schmidt sarebbero entrati nel cast principale, mentre Ella Rae Peck, come guest star. Nel maggio 2017 Alec Baldwin è stato scelto per interpretare George Tenet come guest star.

### Riprese
Le riprese della serie sono cominciate il 3 maggio 2017 a New York. Successivamente la produzione si è spostata in varie parti del mondo.

## Distribuzione

### Marketing
Il 19 dicembre 2017 Hulu ha pubblicato la prima anteprima della serie attraverso una raccolta di immagini e un video con interviste al cast e alla produzione della serie. L'11 gennaio 2018 Hulu ha pubblicato il primo trailer ufficiale della serie.

## Accoglienza
La serie è stata accolta positivamente dalla critica. Sull'aggregatore di recensioni Rotten Tomatoes ha un indice di gradimento del 95% con un voto medio di 7,58 su 10, basato su 43 recensioni. Su Metacritic ha un punteggio di 74 su 100, basato su 25 recensioni.